# Flusssieder
Ein Flusssieder (auch Pottaschesieder) ist ein ehemaliger Beruf in der Glasindustrie.
Ein Flusssieder übernahm vom Aschenbrenner gewöhnliche Holzasche, laugte mit Wasser ihre Bestandteile heraus und dickte diese zu Pottasche (chemisch: Kaliumcarbonat) ein. Pottasche ist ein weißes Pulver, das noch heute der Glasschmelze als Flussmittel beigesetzt wird. 
Zur Fertigung von qualitativ hochwertigen Gläsern war es erforderlich, das aus der Holzasche zu gewinnende Kaliumcarbonat in einer möglichst reinen Qualität zu erhalten. Die im Handel verfügbare Holzasche musste nach der Beschreibung bei Johann Reinhard Blum (1840) „durch Auflösen, Filtriren, Abscheiden der fremden Salze mittelst der Krystallisation und Abdampfen bis zur Trockene gereinigt werden“. Für gewöhnliches Flaschenglas war die ungereinigte Pottasche dagegen ausreichend. Die gereinigte Pottasche übergab er dann den Glasherstellern.

## Name
Der Name Flusssieder entstand durch das Sieden („kochen“) des für die Glasherstellung notwendigen Flussmittels. Die Betriebe, in denen die Flusssieder arbeiteten, wurden „Flusssiedereien“ genannt.